# 오스텐드 성명

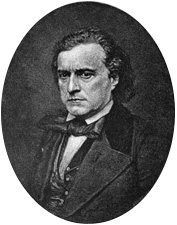
오스텐드 성명의 배후 추진자였던 피에르 슐레

오스텐드 매니페스토(Ostend Manifesto) 또는 오스텐드 성명은 1854년에 작성된 문서로 미국이 스페인으로부터 쿠바를 구입해야 하며, 스페인이 거절할 경우 스페인에 선전포고를 해야한다는 주장이 들어가 있다. 쿠바 합병은 미국 내 확장주의자에게 이전부터 목표가 되어 있었으며, 특히 1850년에 캘리포니아가 주로 승격하자 그들의 시선은 남쪽을 향하고 있었다. 그러나 미국은 외교적으로 쿠바가 영국이나 프랑스와 같은 강대국의 손에 넘어가지 않고 스페인령으로 남아있는 것에 만족하고 있었다. 이에 대해 오스텐드 매니페스토는 미국에서의 노예 제도에 관한 논의, 매니페스트 데스티니와 먼로주의의 산물로서 외교 정책의 전환을 제안하고, 국가안보라는 명목으로 쿠바를 손에 넣기 위해 무력 사용을 정당화시킨 것이다.
제14대 미국 대통령 프랭클린 피어스 정권에서 남부의 확장주의자들은 노예주로 쿠바 취득을 요구하고 있었다. 1854년 캔자스 네브래스카 법은 그러한 움직임에 탄력을 가했지만, 그 진행 방식에 대해서는 피어스 정부에 확실한 정책이 없었다. 미국 국무부 장관 윌리엄 머시의 제안에 스페인 주재 미국 대사였던 피에르 스레가 영국 주재 미국 대사인 제임스 뷰캐넌, 프랑스 주재 미국 대사인 존 영 메이슨과 함께 벨기에의 오스텐드에서 만나 이 문제를 검토했다. 따라서 엑스라샤펠에서 초안되어 1854년 10월에 제출된 결과 보고서는 미국이 쿠바를 구매하는 것이 모든 관계자에게 유익할 것이라는 이유를 밝혔다. 스페인이 이를 거절하면 스페인에게 “힘으로 빼앗아도 정당하다”고 선언한 것이다. 대담에 참가한 삐에르 슐레는 회의에 관하여 비밀을 지키지 않았고, 유럽과 미국 양측 모두 회담 결과가 실수로 알려지게 된 것은 머시에게는 유감스러운 일이었다. 1854년 정치적 불안이 고조되고 있는 가운데의 것이며, 피어스 정부는 보고서의 내용이 알려질 경우 정치적 반향을 두려워했지만, 언론인과 정치인 등의 압력은 계속되었다.
이 보고서 초안이 만들어지고 난 4개월 후 미국 하원의 강한 요청으로 전문이 공개되었다. 《오스텐드 매니페스토》(Ostend Manifesto)라고 명명된 이 문서는 즉시 북부 주와 유럽에서 비난을 받았다. 이후 ‘피의 캔자스’라고 불리게 된 사건이 잇따랐고, 정치적 부산물은 피어스 행정부에게 큰 부담을 가져와 사실상 남북 전쟁이 끝날 때까지 쿠바 합병 가능성은 사라졌다. 오스텐드 매니페스토가 실행되지는 못했지만, 미국의 이 지역에 대한 관심은 1870년대에 다시 부상하여 궁극적으로 쿠바 독립적으로 이어졌다.

## 배경
플로리다 해안에서 140 km 떨어진 곳에 위치한 쿠바는 미합중국의 여러 대통령 정권에서 합병이 논의되어 왔었다. 제3대 토머스 제퍼슨과 제6대 존 퀸시 애덤스는 쿠바에 대한 관심을 표명하고 있었으며, 애덤스는 제임스 먼로 정권 하에서 국무부 장관 시절 ‘우리 연방의 상업과 정치적 이익에 아주 중요한 대상’이라고 의견을 표명했다.

## 같이 보기
- 미국-쿠바 관계